# Milliman

Logo von Milliman

Milliman ist eine global tätige Unternehmens- und Strategieberatung im Bereich Finanzdienstleistungen. Der Fokus liegt im Versicherungsbereich sowie der Alters- und Gesundheitsvorsorge. Nachdem ursprünglich die Umsetzung aktuarieller Methoden im Vordergrund stand, wurde das angebotene Spektrum später auch auf strategische Fragestellungen erweitert.

## Geschichte
Das Unternehmen wurde 1947 in Seattle von Wendell Milliman und Stuart A. Robertson unter dem Namen Milliman & Robertson gegründet. In den 1960er Jahren machte sich das Unternehmen einen Namen mit der Entwicklung innovativer Ansätze für betriebliche Altersvorsorge und Versorgungspläne aber auch für betriebliche Krankenversicherungen in den Vereinigten Staaten.
Seit den 1990er Jahren expandierte Milliman außerhalb der Vereinigten Staaten, zunächst über Japan in den asiatischen Raum und anschließend nach Europa und Lateinamerika. 2005 gründete sich die deutsche Niederlassung in München in Form einer GmbH. Anfang 2012 entstand eine zweite deutsche Niederlassung in Düsseldorf.